# James Herbert (artista visual)
James Herbert (Boston, 1938) es un pintor y cineasta estadounidense.

## Biografía
Su trabajo se centra en el estudio del desnudo y el erotismo dentro de la figuración romántica. De adolescente comenzó a asistir a clases de dibujo en la Escuela de Diseño de Rhode Island; posteriormente se licenció en Historia del arte en el Dartmouth College en 1960 y se graduó en pintura en la Universidad de Colorado, donde estudió junto al pintor Clyfford Still y al cineasta Stan Brakhage. En 1962 se trasladó a Athens, Georgia, donde impartió clases de pintura y cine en la universidad estatal durante varios años. A partir de 1964, comenzó su trabajo como cineasta y realizó más de cincuenta películas —entre las cuales destacan Porch Glider (1970), Three (1974), Clove (1977), Two Figures (1980), Cantico (1982), Soundings (1986) y Automan (1988)— combinando largometrajes y cortometrajes, películas sonoras y silentes, en color y en blanco y negro, en 16 y 35 mm, y rodando tanto en diferentes zonas del sur de Estados Unidos como en Italia.
Sus películas se caracterizan por su sensibilidad para reinterpretar los cuerpos a través de la refotografía: figuras de parejas desnudas en un entorno visual, reflejos de la impresión del tacto o la soledad, mientras la película se intensifica con el grano, la textura y la luz. En ese proceso, como escribió Larry Kardish, Herbert «relaciona el hecho de refotografiar una película con la repetición de un lienzo. La capa de abajo puede oscurecerse, pero la obra, en sí misma, se ha vuelto más sustancial, adquiriendo una gran esperanza».
Sus películas y pinturas forman parte de colecciones como las del Centro Pompidou de París, el MoMA de Nueva York, Oberhausen o los archivos personales de Gus van Sant o Martin Scorsese. Herbert es conocido también por sus videoclips realizados para los grupos R.E.M. y The B-52's. Actualmente (2017) vive y trabaja entre Brooklyn (Nueva York) y Athens (Georgia).
Recibió tres becas del National Endowment for the Arts, dos becas Guggenheim y una beca del American Film Institute, entre otras.